# Province de Sancti Spíritus
La province de Sancti Spíritus est une des provinces de Cuba. Sa capitale est la ville du même nom Sancti Spíritus. Trinidad est une autre ville importante.
La côte sud de la province est plate, mais la partie ouest est montagneuse. Le sud-est est composé de nombreuses mangroves et marais.
Le plus grand réservoir d'eau artificiel de Cuba, l'Embalse Zaza (es), se situe dans la province de Sancti Spíritus.

## Économie
Le tourisme est très important pour la province et se concentre dans la vieille ville de Trinidad. Cette ville patrimoine mondial possède des dizaines de bâtiments coloniaux — et presque aucune architecture du XXe siècle — remontant à la conquête espagnole des années 1500. Comme pour la majeure partie de Cuba, la canne à sucre et l'élevage sont les principales activités agricoles. Du tabac et du riz sont également cultivés. 

## Histoire
Dans les années 1600, les pirates hollandais et britanniques essayèrent de prendre possession de ce qui est aujourd'hui province de Sancti Spíritus, mais avec peu de succès, car ils furent tenus à distance par la garnison espagnole. De 1660 à 1680, Trinidad fut pillée par des pirates de Jamaïque et Tortuga, et à deux occasions, les pirates rasèrent la ville. 
Les provinces de Cienfuegos, Sancti Spíritus, et Villa Clara étaient dans l'ancienne province de Santa Clara.

## Municipalités
1. Cabaiguán
2. Fomento
3. Jatibonico
4. La Sierpe
5. Sancti Spíritus
6. Taguasco
7. Trinidad
8. Yaguajay

## Source
- (en) Cet article est partiellement ou en totalité issu de l’article de Wikipédia en anglais intitulé « Sancti Spíritus Province » (voir la liste des auteurs).